# Retreat (Teksas)
Retreat je gradić u američkoj saveznoj državi Teksas. Prema popisu stanovništva iz 2010. u njemu je živjelo 377 stanovnika.